# Kutná Hora
Kutná Hora (Kuttenberg en alemany) és una ciutat que es troba a la regió de Bohèmia central, República Txeca. El centre de la ciutat, l'església de Santa Bàrbara i la catedral de l'Assumpció de Sedlec estan inscrits en la llista del Patrimoni de la Humanitat de la UNESCO des del 1995.

## Història
En l'edat mitjana, era la segona ciutat txeca en importància, sovint visitada pels reis. Sorgí espontàniament en el segle xiii al costat dels rics jaciments de plata. La producció de les mines del lloc feu en un temps els reis txecs els més rics d'Europa.
El 1300, gaudia del dret d'encunyar moneda, els anomenats grosche txecs o de Praga. Entre els segles xiv i xv, fou el lloc preferit de pas del rei Wenceslau IV. A finals del segle xvi, comencen les mines a perdre rendibilitat; els grosche txecs s'encunyen per última vegada el 1547. La casa de la moneda es tanca definitivament el 1726, i continua la decadència de la ciutat. La ciutat conté una rica història cultural; sobretot en el segle xix, en què fou residència d'una sèrie d'escriptors txecs.

## Edificis
Domina la seva silueta el temple de Santa Bàrbara, patrona dels miners, obra dels més destacats arquitectes txecs del període gòtic, de 1388-1565 (taller de Parler, M. Rejsek, B. Ried). Notable volta de nervadures, emblemes, frescs gòtics, quadres. L'església gòtica de Sant Jaume (1330-1420) destaca per la seva torre de 82 m d'alçada; en l'interior, hi ha quadres de P. Brandl i Karel Škréta.
Residència dels reis i casa de la moneda ensems fou el palau nomenat Cort Italiana, obra gòtica amb capella i torre de 1296-1299. Part de les fortificacions de la ciutat era el castellet Hrádek, fundat el 1300, avui amb aspecte gòtic tardà, del segle xv. En la sala dels Cavallers, s'hi conserven frescs gòtics; l'edifici és usat com a museu (mineria i encunyament de monedes).
Entre les cases de la ciutat, hi destaca la casa de Pedra, del 1485, amb finestrals i rica façana exterior, així com la casa del Príncep del voltant del 1500 i la casa Sutys. Altes diverses esglésies i monestirs (amb una interessant exposició d'artesanies que es pot veure en l'antic monestir de les ursulines; el col·legi jesuïta inclou una galeria escultòrica al davant).

## Altres llocs
Font de pedra del gòtic tardà de base dodecagonal, obra de M. Rejsek del 1493-1495, columna de la pesta del 1713-1715. El raval de Sedlec, un extens monestir fundat el 1142. Temple gòtic de cinc naus del 1713-1330, arranjat en estil barroc (pintures de P. Brandl). No gaire lluny d'allà, a uns 400 m, hi ha una capella funerària amb restes d'ossos d'uns 10.000 difunts. A uns 3 km del centre, hi ha el turó Kank (352 m), amb restes de l'activitat minera de l'edat mitjana. Hi ha una forta indústria metal·lúrgica, i manufactura de cigarretes.

## Ciutats agermanades
- Kremnica, Eslovàquia
- Trebišov, Eslovàquia

## Personatges il·lustres
- Radka Denemarková, escriptora txeca.